# 18777 Гобсон
18777 Гобсон (18777 Hobson) — астероїд головного поясу, відкритий 10 травня 1999 року.
Тіссеранів параметр щодо Юпітера — 3,406.